# Tethysbaena halophila
Tethysbaena halophila is een bronkreeftjessoort uit de familie van de Monodellidae. De wetenschappelijke naam van de soort is voor het eerst geldig gepubliceerd in 1953 door S.L. Karaman.